# Liste der Monuments historiques in Huningue
Die Liste der Monuments historiques in Huningue führt die Monuments historiques in der französischen Gemeinde Huningue auf.

## Liste der Bauwerke
| Bezeichnung                  | Beschreibung                                                           | Standort                     | Kennzeichnung | Schutzstatus | Datum | Bild           |
| ---------------------------- | ---------------------------------------------------------------------- | ---------------------------- | ------------- | ------------ | ----- | -------------- |
| Denkmal für General Abatucci | 1828 errichtet, 1856 durch zwei Bronzereliefs von Philipp Graß ergänzt | Place Abbatucci (Lage)       | PA00085461    | Inscrit      | 1938  | weitere Bilder |
| Hôtel du Gouverneur          | zwischen 1680 und 1682 erbaut, Entwurf Jacques Tarade                  | 10 rue des Boulangers (Lage) | PA00085779    | Inscrit      | 1992  |                |
| Kirche St-Louis              | heute Gemeindesaal; um 1680 erbaut, Entwurf Jacques Tarade             | 23 rue Barbanègre (Lage)     | PA00085460    | Inscrit      | 1938  | weitere Bilder |
| Denkmal für General Cherin   | um 1800 errichtet                                                      | Place de la Pyramide (Lage)  | PA00085462    | Inscrit      | 1938  |                |